# لودفيك كميتسيتس
لودفيك كميتسيتس سكرزينسكي (بالبولندية: Ludwik Kmicic-Skrzyński) ‏(26 أغسطس 1893 – 14 فبراير 1972) كان ضابطًا بولنديًا بارزًا برتبة عميد في الجيش البولندي خلال فترة الجمهورية البولندية الثانية، وأحد القادة العسكريين الذين شاركوا في معارك حاسمة شكلت تاريخ بولندا في القرن العشرين.

## النشأة والتعليم
وُلد كميتسيتس سكرزينسكي في 26 أغسطس 1893 في بولندا، في فترة كانت البلاد مقسمة بين الإمبراطوريات الروسية والألمانية والنمساوية المجرية. نشأ في بيئة وطنية دفعت به إلى الاهتمام بالشؤون العسكرية منذ سن مبكرة، والتحق بمدارس عسكرية محلية قبل اندلاع الحرب العالمية الأولى.

## المسيرة العسكرية

### الحرب العالمية الأولى
خدم كميتسيتس سكرزينسكي في صفوف الجيش الإمبراطوري النمساوي المجري بداية من عام 1914، وشارك في جبهات متعددة في أوروبا الوسطى والشرقية. أظهر كفاءة قيادية في وحدات المشاة، وحصل على أول أوسمته خلال هذه الفترة.

### الحرب البولندية السوفيتية
بعد استعادة بولندا استقلالها في عام 1918، انضم إلى الجيش البولندي الجديد وشارك في الحرب البولندية السوفيتية (1919–1921)، حيث تولى قيادة وحدات في الخطوط الأمامية، وكان له دور بارز في معارك الدفاع عن العاصمة وارسو أثناء هجوم الجيش الأحمر في صيف 1920.

### فترة ما بين الحربين
خلال عشرينيات وثلاثينيات القرن العشرين، ترقى كميتسيتس سكرزينسكي في المناصب القيادية حتى وصل إلى رتبة عميد. شغل مناصب مهمة في قيادة الفرق العسكرية البولندية، وكان من أبرز المدافعين عن تحديث الجيش وتطوير تدريباته.

### الحرب العالمية الثانية
عند اندلاع الحرب العالمية الثانية عام 1939 وبدء الغزو الألماني لبولندا، شارك في تنظيم الدفاعات البولندية. وبعد سقوط البلاد، تعرض للأسر ثم أُطلق سراحه لاحقًا، وظل في بولندا خلال سنوات الاحتلال الألماني.

## الأوسمة والتكريم
حصل كميتسيتس-سكرزينسكي على عدة أوسمة عسكرية تقديرًا لخدمته، منها:
- وسام بولونيا ريستيتوتا.
- وسام النصر (بولندا).
- وسام جوقة الشرف من فرنسا.

## السنوات الأخيرة والوفاة
بعد الحرب، عاش في بولندا حتى وفاته في 14 فبراير 1972.

## جدول زمني
| السنة     | الحدث                                                                   |
| --------- | ----------------------------------------------------------------------- |
| 1893      | الميلاد في بولندا.                                                      |
| 1914      | الانضمام إلى الجيش النمساوي المجري وخوض معارك في الحرب العالمية الأولى. |
| 1919–1921 | المشاركة في الحرب البولندية السوفيتية.                                  |
| 1930s     | الترقية إلى رتبة عميد في الجيش البولندي.                                |
| 1939      | المشاركة في الدفاع عن بولندا عند اندلاع الحرب العالمية الثانية.         |
| 1972      | الوفاة في بولندا.                                                       |